# 이준호 (쇼트트랙 선수)
이준호(李準鎬, 1965년 9월 7일~)는 대한민국의 쇼트트랙 선수, 지도자이다.
1988년 캘거리 동계 올림픽에서 시범종목이던 쇼트트랙이 1992년 알베르빌 동계 올림픽에서 정식 종목이 되자 쇼트트랙에서 1000m 동메달, 5000m 계주 금메달을 획득하며, 김기훈과 함께 대한민국의 대표적인 쇼트트랙 선수로 이름을 세상에 알렸다. 은퇴 후로는 경기 지도자·방송 해설자로 활동하고 있다. 학교는 리라초등학교, 동북중학교, 서울고등학교를 거쳐 동국대학교와 단국대학교대학원에서 학사, 석사 학위를 각각 받았다. 스포츠 해설가로 활동 중이다.

## 출신학교
- 리라초등학교
- 동북중학교
- 서울고등학교
- 동국대학교
- 단국대학교 대학원 학사, 석사

## 경력
- 2013년 쇼트트랙 국가대표팀 감독[3]
- 2007년 프랑스 국가대표감독 역임, KOCC 이사
- 2006년 토리노 동계 올림픽 쇼트트랙 KBS 해설위원
- 2002년 여자 쇼트트랙 국가대표팀 코치
- 1999년 프랑스 쇼트트랙 국가대표팀 감독
- 1996년 - 1998 KBS 쇼트트랙 해설 위원
- 1995년 은퇴
- 1992년 - 1995년 쌍방울 입단, 코치 겸 선수 자격
- 1985년 쇼트트랙 국가대표 선수

## 수상
- 1992년 알베르빌 올림픽 5000m 계주 금메달, 1000m 동메달
- 1990년 세계남녀쇼트트랙스피드스케이팅대회 3000m 종합1위
- 1989년 동계유니버시아드대회 500m 종합 1위
- 1988년 캘거리 동계올림픽 3000m 1위

## 사건
- 2011년 승부조작에 가담한 혐의[4]
- 2014년 성추행 혐의로 경찰에 고소되었다.[5]